# 今村好信
今村 好信（いまむら よしのぶ、1919年（大正8年）12月3日 - ）は、日本の技術者。
日立機電工業の元取締役社長、名誉相談役。
大日本帝国海軍の魚雷艇開発史についての著作がある。

## 略歴
1919年12月3日に、愛媛県上分町（現在の四国中央市の一部）で、今村家の二男一女の次男として生まれる。愛媛県立三島中学校（愛媛県立三島高等学校の前身の旧制中学校）、松山高等学校理科乙類を経て、1942年9月に東京帝国大学工学部機械工学科を卒業する。
大学卒業後、日立製作所に入社するが、太平洋戦争中であったため、ただちに海軍の短期現役技術科士官に志願する。見習尉官としての半年の教育を経て、造機技術大尉（第32期技術科士官）として呉海軍工廠造機部機械工場や艦政本部5部で服務し、新兵器であった魚雷艇のエンジン開発などに従事する。海軍軍需局勤務で終戦を迎え、予備役編入。
戦後は日立製作所に復帰し、電子管や照明、半導体事業に携わる。取締役事業電子本部長を最後に、日立機電工業の専務取締役として転出、取締役社長を経て相談役、名誉相談役を務める。戦時中の体験や学友・海軍同期・日立製作所の同僚らの協力により、2003年に『日本魚雷艇物語』を上梓。

## 主要著作物
- 『日本魚雷艇物語―日本海軍高速艇の技術と戦歴』 光人社、2003年。
- 『わだち』 前編
- 『我が家の猫物語―共にくらして半世紀』（私家本）
- 『わだち』 後編（未出版）